# Neofit (Masuras)
Neofit, imię świeckie Omiros Masuras (ur. 21 stycznia 1962 w Ano Zodhia) – cypryjski biskup prawosławny.

## Życiorys
W 1979 ukończył III gimnazjum w Nikozji, kończąc tym samym naukę na poziomie średnim rozpoczętą w Morfu i przerwaną przez inwazję turecką na Cypr. W 1985 ukończył studia prawnicze na uniwersytecie w Atenach. Do 1987 żył w Grecji; pod wpływem znajomości z ks. Jacowosem Tsalikisem postanowił zostać mnichem. Na polecenie wymienionego duchownego w 1987 wrócił na Cypr i wstąpił do klasztoru św. Jerzego w Larnace.
27 grudnia 1987 metropolita Kition Chryzostom wyświęcił go na diakona. Od 1990 do 1993 zasiadał w sądzie kanonicznym metropolii Kition. Wcześniej, w 1988, podjął studia teologiczne na uniwersytecie w Atenach, które ukończył w 1993. 19 grudnia 1993 został wyświęcony na kapłana i otrzymał godność archimandryty.
22 sierpnia 1998 zjazd duchowieństwa i świeckich metropolii Morfu wybrał go na nowego ordynariusza eparchii. Chirotonia biskupia miała miejsce 13 września 1998 w tymczasowej siedzibie metropolitów Morfu w Ewrichu (metropolia Morfu znajduje się w większości na terytorium Cypru Północnego, co uniemożliwia jej prawidłowe funkcjonowanie).